# 強姦與性別
強姦與性別的關係是犯罪學上研究強姦的領域之一，即研究不同類型的強姦中，強姦者與受害者在性與性別上的不同，其廣義範圍還包括研究性侵犯。多數的研究表示，強姦的犯罪者大多為男性，且遠遠高於女性；然而、美國聯邦調查局在2012年將強姦的定義擴大後，有越來越多的研究把焦點放在被強姦的男性與強姦男性的女性。
有記錄的性暴力數據遠比真實發生的性暴力還要少很多，因此計算出準確的強姦統計數據是很困難的。定罪率則因為犯罪者和受害者的性別而異，不少研究認為男性對男性、以及女性對女性的監獄強姦十分普遍，且可能是最少被人所知的。而當受害者的年紀低於最低合法性交年齡時所發生的強姦案也引發兒童性虐待或法定強姦的問題。

## 性別差異
根據一項美國在2001年做出的全國青少年風險行為調查，有10.2%的女孩和5.1%的男孩表示「曾在不願意的情況下被暴力強迫進行性行為」。而一份2010年的研究則表示，在存在性強迫的異性戀夫妻中，女性受害佔45%、男性受害佔30%、互相受害則佔了20%。2011年，由西班牙教育與科學部所資助的一項研究在任意抽樣了32個國家共13877名學生後並進行調查後，發現其中2.4%的男性和1.8%的女性在過去一年內曾以暴力強迫某人進行性行為，而在2014年一項對18030名美國高中生的研究指出，男性與女性在被強迫進行性行為的數據上沒有統計差異。

## 對女性的強姦
依據2000年一份英格蘭和威爾斯內政部的研究，約有5%的女性表示自己在16歲以後至少有一次被強姦的經驗。
2011年，美國疾病控制與預防中心（CDC）發現在美國有將近20%的女性於一生當中有被強姦過或被企圖強姦，其中超過三分之一的受害者是在18歲以前被強姦。
而根據CDC在2013年的報告，在受害者中有28%的異性戀女性和在全體中有48%的雙性戀女性於11歲至17歲之間遭受到人生中第一次強姦。

### 男性對女性的強姦
由於「害怕遭到兇手報復」、「讓女人以某種方式被責怪的羞恥感和深層次文化觀念」，大多數男性對女性的強姦被沒有被举报。而根據英國薩里大學的研究員估計，在男性強姦女性的案例裡、每七件僅有一件被举报给警察。
強姦可能會造成懷孕，在不同的情境中，這個比例有很大的不同，尤其取決於非屏障式避孕法的使用程度。依據對衣索比亞青少年的研究發現，在被強姦的人中有17%在被強姦後而懷孕，類似的數據還有墨西哥強姦危機中心所得出的15%至18%。。而一項對4000名美國女性進行的長期研究發現，在12歲至45歲的受害者中，每一次的強姦有5.0%的機率會造成其懷孕，全美國每年女性因為強姦而懷孕的案例達32000件。在童年或年輕時遭受強迫性行為的經驗可能會使得女性將自己的性慾視為自己可操控事物的能力。
在戰爭上，由男人對女人施行強姦已是行之有年的恐怖武器（見戰爭時期的性暴力）。

### 女性對女性的強姦
女性可以透過指交、口交、摩擦陰部、使用假陰莖、其它性玩具或其它各種物品來強行刺激另一名女性的生殖器或其它性感帶。根據美國疾病控制與預防中心在2010年進行的電話訪查發現，43.8%的女同性戀表示自己曾被親密伴侶強姦、身體虐待或跟蹤；其中有67.4%的人表示加害者為一名女性，而有13.1%的女同性戀者表示她們曾有被強姦過的經驗，不過並沒有表示強姦者的性別。加利福尼亞反性侵聯盟在2005年進行了一項調查，其結論是有三分之一的女同性戀者因為曾被另一名女性性攻擊，而不敢出櫃、不信任警察和/或冷漠、有敵意地對待警察，不願意成為LGBT社群的成員，而且被女性強姦的女性認為自己遭受強姦的經驗和被男性強姦的經驗是不一樣的，因此不願意將自己的經驗表達給其它女性知道。在2005年，美國麻州史密斯學院發生了一起案件，兩名女子被指控強姦另一名女子的案件，但受害者最終拒絕作證，因而使指控無效。

## 對男性的強姦
根據CDC在2010年的一項調查，在美國每71名男子裡就有1人在其一生中被強姦或被試圖強姦過，而且每21名男子中就有1名是被親密伴侶或熟人所強姦 。而在波士頓大學公共衛生學院進行的另一項研究中，有30%的同性戀男子和雙性戀男子表示他們一生中曾經有至少一次被性侵犯的經驗。
與強姦女性相同，強姦男性也被視為戰爭武器之一。
男性在大學校園內遭受性攻擊也很普遍，在校園裡每16位男子中就有一位是性攻擊的倖存者，雖然這個比例相對較高，但由於許多人有著對性暴力和性別的先入為主觀念，將遭受性攻擊誤解為女性問題，因而沒有將相關情事述說出來。
在某些情況下，被性侵犯的男性會願意說出經歷與過程，例如2015年的美國電影《狩獵場 (電影)》所示，這是一部關於處理大學校園性侵案件及大學管理失當的紀錄片。
传统刑法理论也认为，强奸罪的实行主体只能是男性，女性只能成为强奸罪的教唆犯或帮助犯，但不能单独构成强奸罪。中华人民共和国等国的法律就体现了这一观点。但近年来，日本、加拿大、德国、法国、意大利和中华民国都对相应刑法罪名作出了调整，使得男性也可以成为强奸罪的被害对象。

### 男性對男性的強姦
被男性強姦對男性而言一直是被強烈汙名化的，根據心理學家薩拉‧克羅爾（Sarah Crome）博士的研究表示，被男性強姦的男性受害者多數會選擇沉默，只有不到十分之一會將此事述說出來。整體而言，男性強姦受害者也缺乏支持的管道，法律或制度對此種犯罪的處理方式也不見得週全。
一些研究認為，男性對男性的監獄強姦和女性對女性的監獄強姦是比一般人群中常見的強姦類型更為普遍而男性強姦男性已經被視為戰爭中的恐怖武器。研究記錄顯示，在烏干達、智利、希臘、克羅埃西亞、伊朗、科威特、前蘇聯和前南斯拉夫有戰爭中將男性強姦男性作為戰爭或政治侵略武器的記錄。在1980年一項對薩爾瓦多男性政治犯的調查中發現，有76%的受訪者表示曾有過至少一次的性酷刑。而一項對塞拉耶佛6000名集中營囚犯的研究發現，有80%的男性曾被強姦。而在敘利亞內戰（2011年至今）的案例中，有男囚在待處決期間遭受性虐待，例如被迫坐在碎玻璃瓶上，再把一袋水掛在他的生殖器上，或是被迫強姦另一名待處決的男囚，供官員們觀看享樂。

### 女性對男性的強姦
被女性施以性虐待的男性通常會面臨社會、政治和法律的雙重標準。在美國，此類案件受到越來越多的關注並引起大眾討論，當男性受害者在沒有表達明確同意下就插入女性並成為強姦受害者時，這樣的情況有時會被稱為「穿透」事件（made to penetrate）。很多時後，男性會因為在藥物的作用下成為性攻擊的對象，例如在雪拉‧羅絲（Cierra Ross）的案子裡，一名男子在芝加哥遭受性攻擊，該事件在美國廣受關注，而羅絲也被判犯下性虐待和武裝搶劫，保釋金75000美金。
在英國，1970年代的摩門教教會裡發生了一連串案例，使女性強姦男性的可能性提高。1977年，一名年輕的摩門教傳教士科力克·安德森（Kirk Anderson）在薩里郡的教會，數日後，安德森向警方報案，他表示自己被綁架並鎖在床上，喬伊斯·伯南·麥金尼（Joyce Bernann McKinney）試圖強姦他。由於涉及女子強姦男子，這則不常見的事件引起新聞廣泛關注。麥金尼逃到美國後，英國法庭判處麥金尼監禁一年。根據1956年時的法律，由於受害者的性別，在法律上沒有構成強姦罪，不過仍適用非禮
包括未成年兒童在內，一些男性受害者會因為被強姦，而讓女強姦犯懷孕，進而被迫支付強姦者的孩子的撫養費，如愛馬士曼訴沙耶案中的受害人。同样，在中华人民共和国的法律解釋中，由于女性单方面决定生育不构成对男性生育权的侵犯，因此即使男性不同意生育，也需负担此后孩子的抚养费。